# Tulpa
Tulpa è un termine della lingua tibetana usato in ambito buddista e, soprattutto, meditativo.

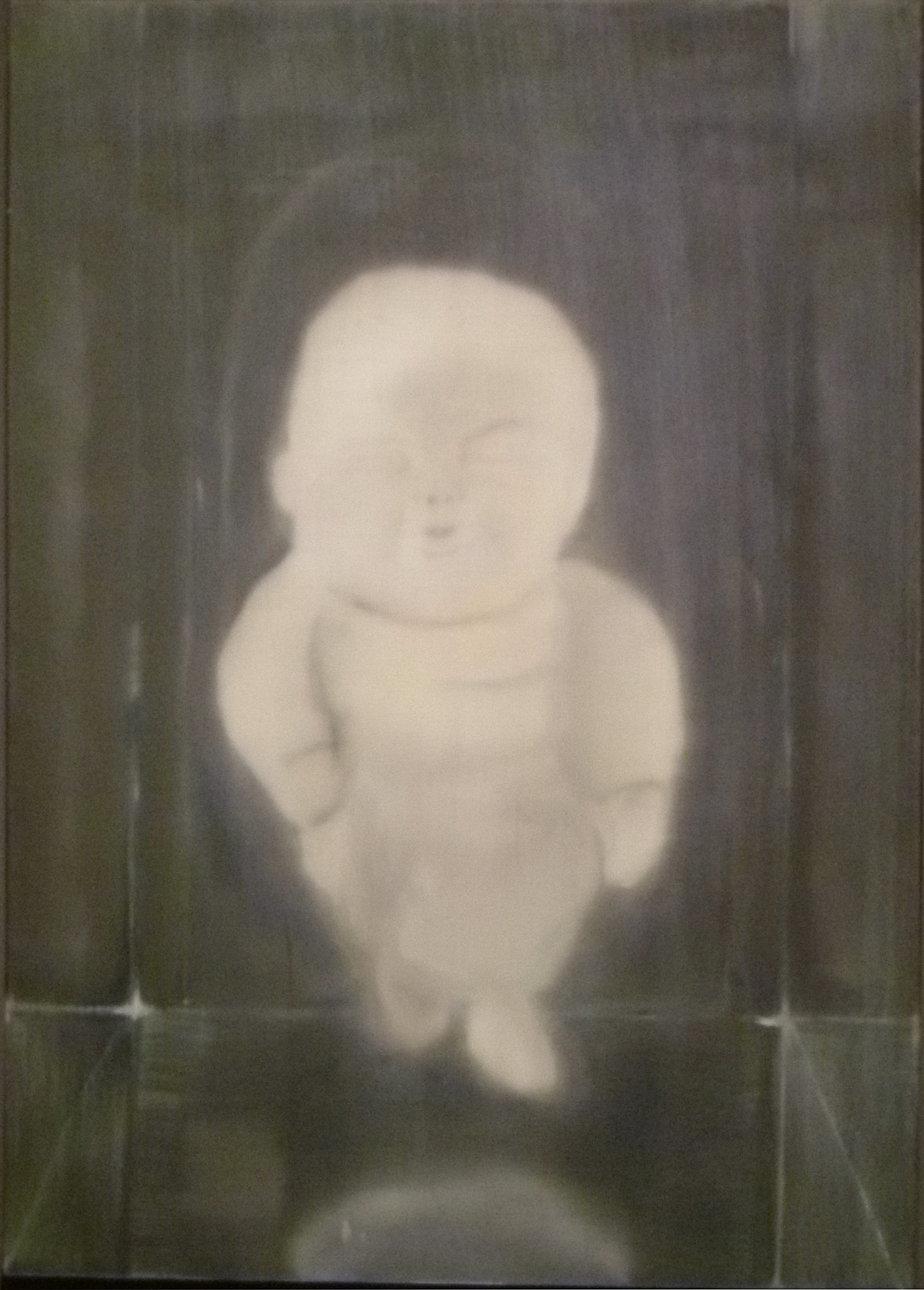
Una forma pensiero dalle fattezze di un omuncolo.

Il significato della parola definisce un'entità incorporea creata attraverso particolari metodi meditativi sviluppati dai monaci, soprattutto i grandi lama tantrici. Secondo tali credenze questa forma incorporea, che vive nel piano astrale, può essere percepita sotto molteplici aspetti, soprattutto in sembianze animali, da altri monaci raccolti in meditazione.
Esistono narrazioni di combattimenti effettuati attraverso tali creature, che sono la rappresentazione morfologica della volontà del loro creatore.

## Il Tulpa nella cultura di massa
- Nel romanzo thriller Continuum, il soffio del male di Gianfranco Nerozzi viene citato il tulpa come spiegazione di un fenomeno paranormale di immedesimazione malvagia.

- Nel romanzo fantasy La principessa degli elfi di Herbie Brennan diversi personaggi usano tulpe come proiezioni che li aiutano a compiere svariate imprese, tulpe che possono essere modificate e potenziate a seconda dei gusti del creatore se questi è abbastanza potente e dispone degli strumenti giusti.

- Nel romanzo fantasy I segreti di Nicholas Flamel, l'immortale - Il mago di Michael Scott Nicolò Machiavelli usa un tulpa di cera per attaccare i protagonisti a Parigi.

- Il tulpa viene menzionato nella serie TV Supernatural negli episodi 01x17 La Casa Infernale, 09×15 L'uomo ombra e 10×05 Fan Fiction.

- Il tulpa viene menzionato nella serie TV Chicago Med  nell'episodio 13 della seconda stagione. In questo caso il tulpa è una creatura nata dall'immaginazione di più persone.

- Il tulpa è menzionato anche nella serie TV X-Files nell'episodio 06x15 e nell'episodio 10x04.

- Il tulpa viene menzionato anche nella serie Twin Peaks nell'episodio 14 e nell'episodio 16 della terza stagione.

- È proprio un tulpa il responsabile degli omicidi perpetrati nel volume n.50 della serie per ragazzi Superbrividi, intitolato "Vendetta di sangue", scritto da J.H. Brennan.

- Le tulpe vengono citate nell'episodio 7x19 di Adventure Time "La bambina dagli occhi vuoti".

- Il tulpa è anche citato nel film Tulpa - Perdizioni mortali del 2012 diretto da Federico Zampaglione con: Claudia Gerini, Michela Cescon, Michele Placido, Ennio Tozzi, Ivan Franek, Piero Maggiò, Federica Vincenti, Laurence Belgrave.
- Nella serie di manga "Le bizzarre avventure di JoJo" lo "Stand" è un concetto affine al Tulpa. Una proiezione, spesso umanoide ma anche di forme animali o meccaniche, nata dal potere spirituale del suo "portatore" e da questi evocata per compiere svariate azioni o combattere al suo fianco e contro altri Stand. Al pari del Tulpa lo Stand è in grado di agire nel mondo fisico, ma di essere percepito solo da altri portatori, e il suo nome deriva dal fatto di "Essere sempre al fianco del portatore". La più grande differenza tra Tulpa e Stand è che il primo è creato mentre il secondo è innato in ogni essere vivente, anche quando è in uno stato dormiente.
- Nei Libri della Rowling del celebre maghetto Harry Potter i maghi possono evocare i Patronus che non sono altro che Tulpa in forma di Animale che possono combattere per l'evocatore.
- Il film horror L'uomo vuoto - The Empty Man si basa completamente sul concetto di Tulpa